# Bielefelder Zwerg-Kennhuhn
Das Bielefelder Zwerg-Kennhuhn ist eine deutsche Zwerghuhn-Rasse.

## Charakterisierung
Das Bielefelder Zwerg-Kennhuhn ist ein zutrauliches, schnellwüchsiges, wetterhartes, kennfarbiges Zwiehuhn. Es hat eine lange und gerade Rückenlinie sowie einen stumpfen Schwanzwinkel. Es ist weniger als mittelhoch gestellt und zeigt fast keine Schenkel. 
Die Hähne erreichen ein Gewicht von 1.300 g, während die Hennen auf 1.100 g kommen.
Die Schalenfarbe der Eier ist braun. Die Legeleistung der Hennen beträgt 160 Eier pro Jahr. Bruteier müssen ein Mindestgewicht von 49 g haben.
Farbenschläge: Kennsperber und Silberkennsperber

## Geschichte
Die Haushuhnrasse Bielefelder Kennhuhn existiert seit der Erstvorstellung in Hannover 1976 und wurde als Neuzüchtung als "Deutsches Kennhuhn" dem Bund Deutscher Rassegeflügelzüchter (BDRG) vorgestellt. Gegen die Bezeichnung Deutsches Kennhuhn richteten sich die Einsprüche der Sondervereine. Der Zuchtausschuss gab hier die Empfehlung, eine örtliche oder regionale Bezeichnung zu finden. Aufgrund der Verbundenheit zum Stadtverband Bielefeld durch die Vorstandstätigkeit des Züchters erhielt die Neuzüchtung den Namen "Bielefelder Kennhühner". Mit der Rassebezeichnung "Bielefelder Kennhühner" ist der Weg dieses Huhnes klar vorgezeichnet, nachdem der Zuchtausschuss des BDRG diesen Namen akzeptiert hat. Im Jahre 1980 folgte die volle Anerkennung durch den Zuchtausschuss des BDRG. Nur vier Jahre später erfolgte dann nach mehrmaligen Vorstellungen bei Bundesschauen die Anerkennung der Zwergrasse als Bielefelder Zwerg-Kennhuhn.